# 丁應泰
丁應泰（1553年—？），字元父，號衡岳，湖廣武昌左衛人，官籍，明朝政治人物。

## 生平
万历八年，汪道昆主持文人结社，丁应泰与汪道昆等七人结成了白榆社，多有诗文唱和。
萬曆元年（1573年）癸酉科湖廣鄉試第六十二名舉人，萬曆十一年會試第一百五十七名，登進士第三甲第五十九名。都察院觀政，本年官休寧縣知縣，政績卓著。万历十七年（1589）任刑科給事中。次年丁忧。服满，萬曆二十年复职，被弹劾，降为山西按察司照磨。万历二十二年（1594）改任登封知县。二十五年升兵部主事。
万历朝鲜战争期间，丁应泰任赞画军务（参谋）。蔚山之战后，他弹劾杨镐、李如梅等前线将领瞒报兵败，并且称内阁大学士张位、沈一贯与杨镐结党欺君。张位上书自辩，语忤明神宗，被勒令冠带闲住。
后来朝鲜为杨镐上奏辩解，丁应泰又上疏弹劾朝鲜与日本勾结，内容均为捕风捉影。朝鲜大为震恐，国王李昖闭阁待罪，派使臣李恒福等赴北京辩解。得知真相后，明神宗大怒，在萬曆二十七年（1599年）二月将丁应泰革职回籍。三十三年京察为民。

## 評價
朝鮮史臣曰「憸人之爲禍於人國大矣。 其言順而有理, 恭而似忠, 故人莫不傾信之, 及其行事也, 拂於理, 悖於義, 終至於壞了國事而後已。 丁之初對賓筵, 首言島山敗衂之由, 次陳必滅此賊之意。 苟非識丁之肝肺者, 誰不是其言而信其計哉? 丁之上本, 旣有減糧撤兵之言, 則拯濟藩邦, 蕩滅此賊, 非丁之志也。 今乃飾辭騁舌, 欲瞞藩國之君臣, 而肝肺已露, 尙何可掩哉?」

## 家族
曾祖父丁隆，曾任指揮；祖父丁鉞，曾任署都指揮；父親丁奎，曾任指揮。母劉氏（封恭人）。慈侍下。